# Chagnaa Bayarzul
Chagnaa Bayarzul (mongolisch Чагнаа Баярзул; * 1971) ist ein mongolischer Skirennläufer.

## Karriere
Bayarzul gab sein internationales Renndebüt am 2. Februar 2007 bei einem FIS-Slalom in Changchun. Zwei Jahre später startete er erstmals bei einer Alpinen Skiweltmeisterschaft. Bei den Wettkämpfen in Val-d’Isère belegte er als beste Platzierung den 89. Platz im Riesenslalom. 
Dies blieb sein einziger Start bei einem internationalen Großereignis, eine angepeilte Qualifikation für die Olympischen Winterspiele 2010 in Vancouver misslang. In den darauffolgenden Jahren startete Bayarzul hauptsächlich bei Rennen des Far East Cup sowie FIS-Rennen in Asien.
Seine bisher letzten internationalen Rennen bestritt Bayarzul im Dezember 2013 im Genting Secret Graden Resort, danach ist er nicht mehr als Rennläufer in Erscheinung getreten.

## Erfolge

### Weltmeisterschaften
- Val-d'Isère 2009: 89. Riesenslalom, DNQ Slalom

### Weitere Erfolge
- 2 Platzierungen unter den besten 30 bei FIS-Rennen